# Quantizzazione del momento angolare
La quantizzazione del momento angolare rappresenta uno dei risultati fondamentali della meccanica quantistica e ha una enorme portata nella trattazione dei principali problemi di fisica delle particelle, oltre che condurre alla predizione dell'esistenza dello spin. 

## Definizione del momento angolare
In meccanica quantistica il momento angolare è un'osservabile, quindi è rappresentato da un operatore hermitiano che chiamiamo {\displaystyle {\vec {L}}}.
In meccanica classica la definizione di momento angolare è la seguente:
{\displaystyle {\vec {L}}={\vec {r}}\times {\vec {p}}}
dove {\displaystyle {\vec {r}}} e {\displaystyle {\vec {p}}} sono rispettivamente il vettore posizione e quantità di moto o momento lineare.
Attraverso il principio di corrispondenza è possibile definire il momento angolare in meccanica quantistica come:
{\displaystyle {\vec {L}}={\vec {r}}\times (-i\hbar {\vec {\nabla }})}
da cui si possono esplicitare le componenti nel modo seguente:
{\displaystyle L_{x}=-i\hbar \left(y{\frac {\partial }{\partial z}}-z{\frac {\partial }{\partial y}}\right)}
{\displaystyle L_{y}=-i\hbar \left(z{\frac {\partial }{\partial x}}-x{\frac {\partial }{\partial z}}\right)}
{\displaystyle L_{z}=-i\hbar \left(x{\frac {\partial }{\partial y}}-y{\frac {\partial }{\partial x}}\right)}
Osserviamo immediatamente che {\displaystyle L_{x},L_{y},L_{z}} sono operatori hermitiani, infatti sono combinazioni lineari di operatori hermitiani tra loro commutanti (posizione e impulso riferiti a coordinate diverse, ad esempio {\displaystyle y} e {\displaystyle p_{x}}, commutano).

## Algebra degli operatori di momento angolare
1.In generale vale la relazione 
{\displaystyle [L_{i},L_{j}]=i\hbar \varepsilon _{ijk}L_{k}}
dove {\displaystyle \varepsilon _{ijk}} è il simbolo di Levi-Civita.
Dimostriamo tale relazione nel seguente caso particolare:
{\displaystyle [L_{x},L_{y}]=[(yp_{z}-zp_{y}),(zp_{x}-xp_{z})]\,\!=}
{\displaystyle =[yp_{z},zp_{x}]-[yp_{z},xp_{z}]-[zp_{y},zp_{x}]+[zp_{y},xp_{z}]\,\!=}
{\displaystyle =[yp_{z},zp_{x}]+[zp_{y},xp_{z}]\,\!=}
{\displaystyle =yp_{x}[p_{z},z]+p_{y}x[z,p_{z}]\,\!=}
{\displaystyle =-i\hbar yp_{x}+i\hbar p_{y}x=}
{\displaystyle =i\hbar (xp_{y}-yp_{x})=i\hbar L_{z}}
2.Vale inoltre: 
{\displaystyle [L^{2},L_{i}]\,\!=0}
dove l'indice i può essere x, y oppure z.
Dimostriamo il caso particolare 
{\displaystyle [L^{2},L_{z}]\,\!=0}
infatti:
{\displaystyle [{L_{x}}^{2}+{L_{y}}^{2}+{L_{z}}^{2},L_{z}]=[{L_{x}}^{2}+{L_{y}}^{2},L_{z}]=}
{\displaystyle [{L_{x}}^{2},L_{z}]+[{L_{y}}^{2},L_{z}]={L_{x}}^{2}L_{z}-L_{z}{L_{x}}^{2}+{L_{y}}^{2}L_{z}-L_{z}{L_{y}}^{2}=}
Sommiamo e sottraiamo:{\displaystyle L_{x}L_{z}L_{x}} e {\displaystyle L_{y}L_{z}L_{y}}
{\displaystyle {L_{x}}^{2}L_{z}-L_{x}L_{z}L_{x}+L_{x}L_{z}L_{x}+{L_{y}}^{2}L_{z}-L_{z}{L_{x}}^{2}-L_{y}L_{z}L_{y}+L_{y}L_{z}L_{y}-L_{z}{L_{y}}^{2}=}
{\displaystyle L_{x}(L_{x}L_{z}-L_{z}L_{x})+(L_{x}L_{z}-L_{z}L_{x})L_{x}+L_{y}(L_{y}L_{z}-L_{z}L_{y})+(L_{y}L_{z}-L_{z}L_{y})L_{y}=}
{\displaystyle L_{x}[L_{x},L_{z}]+[L_{x},L_{z}]L_{x}+L_{y}[L_{y},L_{z}]+[L_{y},L_{z}]L_{y}=}
{\displaystyle L_{x}(-i\hbar L_{y})+(-i\hbar L_{y})L_{x}+L_{y}(i\hbar L_{x})+(i\hbar L_{x})L_{y}=0}
Da 1. si conclude che l'algebra delle componenti del momento angolare è non commutativa.
Da 2. si conclude che gli operatori {\displaystyle L^{2}} e {\displaystyle L_{z}} diagonalizzano nello stesso sistema ortonormale completo di stati.

## Soluzione dell'equazione agli autovalori: via algebrica
Per affrontare il problema dell'equazione agli autovalori è conveniente utilizzare la  notazione bra-ket creata da Dirac. Si cercano dunque gli autoket simultanei degli operatori {\displaystyle L^{2}} e {\displaystyle L_{z}}.
{\displaystyle L^{2}|\lambda m\rangle =\lambda \hbar ^{2}|\lambda m\rangle }
{\displaystyle L_{z}|\lambda m\rangle =m\hbar |\lambda m\rangle }

### Operatori scala
Si introducono a questo punto dei nuovi operatori, detti operatori scala:
{\displaystyle L_{+}=L_{x}+iL_{y}\qquad L_{-}=L_{x}-iL_{y}}
1. {\displaystyle L^{2}} commuta sia con {\displaystyle L_{x}} che con {\displaystyle L_{y}} e quindi commuta anche con {\displaystyle L_{\pm }};
2. Se {\displaystyle |\lambda m\rangle } è un autovettore di {\displaystyle L^{2}} appartenente all'autovalore {\displaystyle \lambda \hbar ^{2}}, {\displaystyle L_{+}|\lambda m\rangle } e {\displaystyle L_{-}|\lambda m\rangle } sono autovettori appartenenti allo stesso autovalore {\displaystyle \lambda \hbar ^{2}}:

{\displaystyle L^{2}L_{+}|\lambda m\rangle =\lambda \hbar ^{2}L_{+}|\lambda m\rangle }
{\displaystyle L^{2}L_{-}|\lambda m\rangle =\lambda \hbar ^{2}L_{-}|\lambda m\rangle }
1. {\displaystyle L_{+}|\lambda m\rangle } è anche autovettore di {\displaystyle L_{z}} ma appartenente all'autovalore {\displaystyle (m+1)\hbar }, così come {\displaystyle L_{-}|\lambda m\rangle } appartiene all'autovalore {\displaystyle (m-1)\hbar }:

{\displaystyle L_{z}L_{+}|\lambda m\rangle =(m+1)\hbar L_{+}|\lambda m\rangle }
{\displaystyle L_{z}L_{-}|\lambda m\rangle =(m-1)\hbar L_{-}|\lambda m\rangle }

### Calcolo degli autovalori
{\displaystyle L^{2}|\lambda m\rangle =\lambda \hbar ^{2}|\lambda m\rangle } e {\displaystyle {L_{z}}^{2}|\lambda m\rangle =m^{2}\hbar ^{2}|\lambda m\rangle }
{\displaystyle (L^{2}-{L_{z}}^{2})|\lambda m\rangle =(\lambda -m^{2})\hbar ^{2}|\lambda m\rangle }
{\displaystyle ({L_{x}}^{2}+{L_{y}}^{2})|\lambda m\rangle =(\lambda -m^{2})\hbar ^{2}|\lambda m\rangle }
{\displaystyle {\frac {1}{2}}(L_{+}L_{-}+L_{-}L_{+})|\lambda m\rangle =(\lambda -m^{2})\hbar ^{2}|\lambda m\rangle }
{\displaystyle {\frac {1}{2}}\langle \lambda m|(L_{+}L_{-}+L_{-}L_{+})|\lambda m\rangle =(\lambda -m^{2})\hbar ^{2}}
Da cui segue che:
{\displaystyle -{\sqrt {\lambda }}<m<{\sqrt {\lambda }}}
cioè m è limitato sia inferiormente che superiormente.
Con l'uso degli operatori a scala è facile trovare i valori massimo e minimo di m, risolvendo:
{\displaystyle L_{-}L_{+}|\lambda m_{max}\rangle =0}
{\displaystyle L_{+}L_{-}|\lambda m_{min}\rangle =0}
Si ottengono così le relazioni fondamentali
{\displaystyle m_{max}=-m_{min}={\frac {n}{2}}=j}
{\displaystyle \lambda =j{\big (}j+1)}
dove n è un intero qualsiasi e dunque j può assumere qualsiasi valore intero o semintero.

### Conclusioni
Le equazioni agli autovalori sono così risolte
{\displaystyle L^{2}|jm\rangle =j(j+1)\hbar ^{2}|jm\rangle }
{\displaystyle L_{z}|jm\rangle =m\hbar |jm\rangle }
e si è ottenuto il risultato fondamentale della quantizzazione del momento angolare. Inoltre si è scoperto che la teoria quantistica ammette valori di j e di m seminteri: vedi spin.